# Gyrocaryum oppositifolium
Gyrocaryum oppositifolium är en strävbladig växtart som beskrevs av B. Valdés. Gyrocaryum oppositifolium ingår i släktet Gyrocaryum och familjen strävbladiga växter. Inga underarter finns listade i Catalogue of Life.